# Katherine Trefusis Forbes

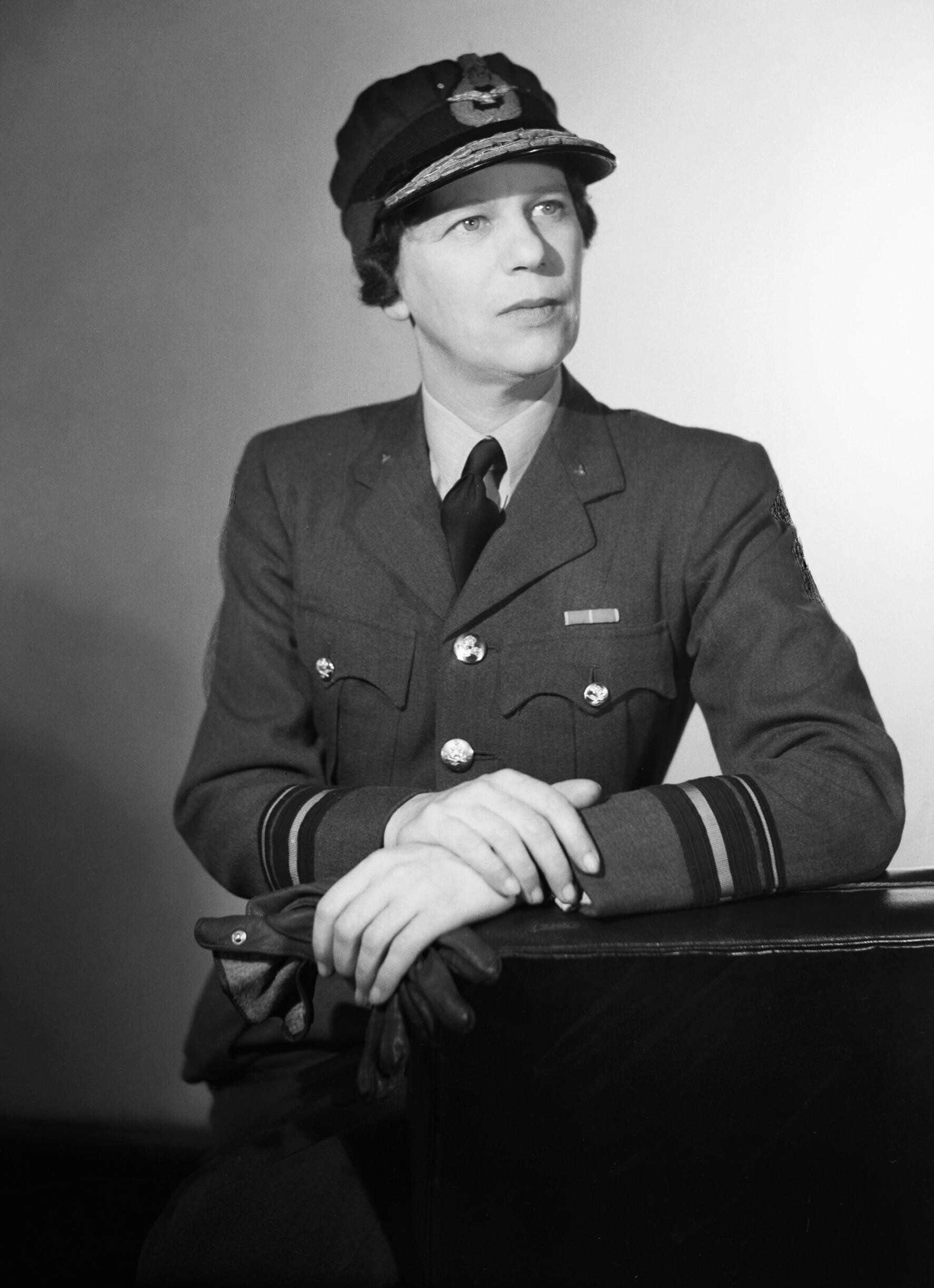
Jane Trefusis Forbes in der Uniform eines Air Vice Marshal (1943)

Dame Katherine Jane Trefusis DBE, bekannt auch als Jane Trefusis Forbes, geborene Jane Forbes (* 21. März 1899 in Taltal, Chile; † 18. Juni 1971 in Greater London), nach ihrer Heirat Lady Watson-Watt, war während des Zweiten Weltkriegs die erste Direktorin der Women’s Auxiliary Air Force (WAAF), also dem Teil der Royal Air Force (RAF), der Frauen zugänglich war.

## Leben
Als jüngstes von sechs Kindern des Bauingenieurs Edmund Batten Forbes (1847–1924) und seiner Ehefrau Charlotte Catherine Agnes wurde sie im Norden Chiles geboren. Ihr Vater baute damals dort die Eisenbahn von der Küste ins Landesinnere. Ihr Großvater, James David Forbes (1809–1868), war der vierte Sohn von Sir William Forbes, 7. Baronet (1773–1828), Gutsherr von Pitsligo, nahe Aberdeen.
Im Jahr 1916, auf dem Höhepunkt des Ersten Weltkriegs, verließ sie die Schule und meldete sich freiwillig zur Women’s Volunteer Reserve. Dort diente sie zunächst im Rang eines Private als Fahrerin. Später wurde sie in den Offiziersrang eines Second Lieutenant befördert. 1936 half sie beim Aufbau des Rettungsdienstes (englisch Emergency Service) und bildete Frauen in Vorbereitung auf einen möglichen neuen Krieg aus. 1938 war sie Chief Instructor beim Auxiliary Territorial Service (ATS), also der Frauenabteilung des britischen Heeres.
Drei Monate vor Beginn des Zweiten Weltkriegs wurde sie zur Direktorin der WAAF ernannt. Im September 1939 dienten hier etwa 1500 Frauen. Die Personalstärke wuchs danach schnell und betrug im Jahr 1943 rund 175.000. Sie erreichte schließlich den Rang eines Air Chief Commandant (1943) – dieser Dienstgrad entspricht dem heutigen NATO-Rangcode OF‑7, also einem Air Vice Marshal oder Generalmajor.
Im Januar 1944 wurde sie als Dame Commander des Order of the British Empire (DBE) geadelt. Obwohl sie stets ihren zweiten Vornamen Jane verwendet hatte, beschloss sie, das mit der Adelswürde verbundene Prädikat mit ihrem ersten Vornamen zu verknüpfen. Aus Jane wurde somit Dame Katherine. Hintergrund ist, dass die Umschreibung des Prädikats auf den zweiten Vornamen eine Gebühr gekostet hätte.
Nach dem Krieg engagierte sie sich in zahlreichen gemeinnützigen Gremien und im Jahr 1966, im Alter von 67 Jahren, heiratete sie Sir Robert Watson-Watt (1892–1973), einen der Erfinder des Radars. Ihr Gatte führte als Knight Bachelor ebenfalls eine Ritterwürde, weshalb sie fortan den Höflichkeitstitel als Lady Watson-Watt führte. Beide lebten bis zu ihrem Tod zusammen im schottischen Pitlochry. Sie wurde 72 Jahre alt und ist zusammen mit ihrem Ehemann, der sie um zwei Jahre überlebte, auf dem Holy Trinity Episcopal Churchyard, dem Friedhof der Bischofskirche der Heiligen Dreifaltigkeit in Pitlochry bestattet.